# Fatima Dahman
Fatima Sulaiman Dahman (* 10. November 1992 in Taizz) ist eine jemenitische Leichtathletin.
Die 1,68 Meter große und 49 Kilogramm schwere Sportlerin studiert an der Universität Sanaa. Trainiert wird sie vom Sudanesen Hasali Adam Dar.
Bei den Leichtathletik-Jugendweltmeisterschaften 2007 in Ostrava lief sie im Sprint über 100 m 14,62 Sekunden. Im gleichen Jahr im November steigerte sie sich bei einem Wettkampf in Kairo auf 13,92 Sekunden. Bei derselben Veranstaltung lief sie im 200-Meter-Lauf 27,53 Sekunden.
Ihre persönliche Bestleistung über 100 m stellte Fatima Dahman am 22. Juli 2009 bei einem Wettkampf in Aleppo mit 13,35 Sekunden auf. Bei den Leichtathletik-Weltmeisterschaften 2011 in Daegu startete sie im 400-Meter-Hürdenlauf und erzielte eine Zeit von 1:11,49.
Bei den Olympischen Sommerspielen 2012 startete sie im 100-Meter-Lauf und kam mit 13,95 Sekunden auf den 31. Platz in den Vorläufen.